# Aloe thraskii

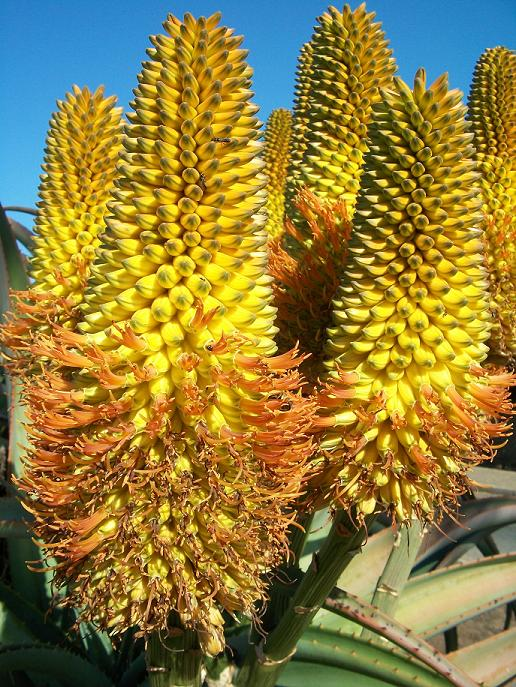
Ausschnitt aus dem Blütenstand

Aloe thraskii ist eine Pflanzenart der Gattung der Aloen in der Unterfamilie der Affodillgewächse (Asphodeloideae). Das Artepitheton thraskii ehrt einen gewissen Herrn Thrask.

## Beschreibung

### Vegetative Merkmale
Aloe thraskii wächst stammbildend und einfach. Der Stamm erreicht meist eine Länge von bis zu 2 Meter, in dichtem Busch von bis zu 4 Meter. Die lanzettlich verschmälerten Laubblätter bilden dichte Rosetten. Tote Blätter verbleiben ausdauernd am Stamm. Die trübgrüne bis glauke Blattspreite ist bis zu 160 Zentimeter lang und 22 Zentimeter breit. Auf der Unterseite sind gelegentlich in der oberen Hälfte in der Mitte einige Stacheln vorhanden. Die rötlichen Zähne am schmalen rötlichen oder bräunlich rötlichen Blattrand sind etwa 2 Millimeter lang und stehen 10 bis 20 Millimeter voneinander entfernt.

### Blütenstände und Blüten
Der Blütenstand besteht aus vier bis acht Zweigen und erreicht eine Länge von 50 bis 80 Zentimeter. Die sehr dichten, zylindrischen, leicht spitz zulaufenden Trauben sind bis zu 25 Zentimeter lang und 10 bis 12 Zentimeter breit. Die eiförmig-spitzen Brakteen weisen eine Länge von 9 Millimeter auf und sind 6 Millimeter breit. Die zitronengelben bis hellorangefarbenen, grünlich gespitzten Blüten stehen an 1 bis 2 Millimeter langen Blütenstielen. Die Blüten sind etwa 25 Millimeter lang und an ihrer Basis gestutzt. Auf Höhe des Fruchtknotens weisen die Blüten einen Durchmesser von 6 Millimeter auf. Darüber sind sie erweitert und schließlich zur Mündung verengt. Ihre äußeren Perigonblätter sind auf einer Länge von 17 Millimetern nicht miteinander verwachsen. Die orangefarbenen Staubblätter und der orangefarbene Griffel ragen bis 15 bis 20 Millimeter aus der Blüte heraus.

### Genetik
Die Chromosomenzahl beträgt {\displaystyle 2n=14}.

## Systematik und Verbreitung
Aloe thraskii ist in den südafrikanischen Provinzen Ostkap und KwaZulu-Natal auf fast reinem Sand in tiefliegender Küstenvegetation oder hochwüchsigem Busch knapp oberhalb des Meeresspiegelniveaus verbreitet.
Die Erstbeschreibung durch John Gilbert Baker wurde 1880 veröffentlicht. Als Synonym wurde Aloe candelabrum Engl. & Drude (1910, nom. illeg. ICBN-Artikel 53.1) in die Art einbezogen.

## Nachweise